# Pteromalus hirtipes
Pteromalus hirtipes is een vliesvleugelig insect uit de familie Pteromalidae. De wetenschappelijke naam is voor het eerst geldig gepubliceerd in 1938 door Statz.